# AS-1000

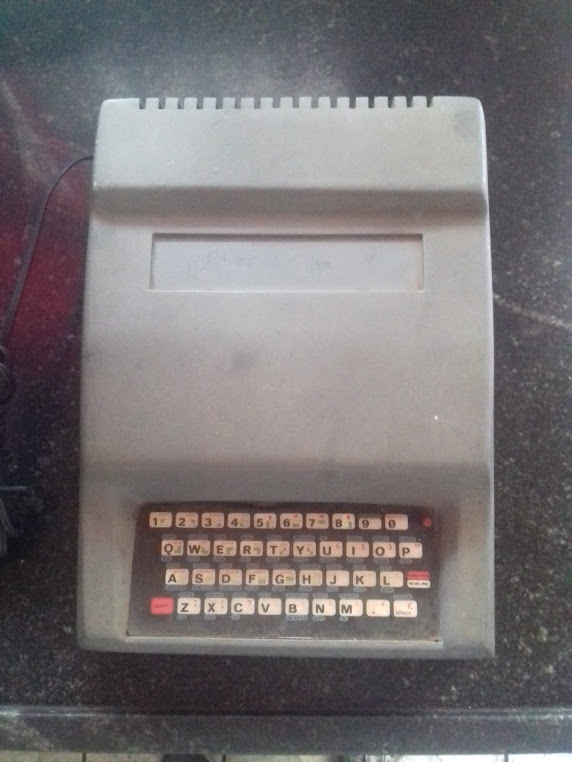
Computador AS-1000

O AS-1000 da empresa Engebrás Eletrônica e Informática Ltda. foi um clone brasileiro do Sinclair ZX81.

## Características
- Memória:
  - ROM: 8 KiB
  - RAM: 16/32/48 KiB
- Teclado: teclado de membrana, 40 teclas
- Display:
  - Vídeo normal ou invertido
  - 22 X 32 texto
  - 64 x 44 ("semi-gráfico")
- Expansão:
  - 1 slot (na traseira)
- Portas:
  - 1 saída para TV (modulador RF, canal 3 VHF)
  - Interface de cassete
- Armazenamento:
  - Gravador de cassete (300 bauds)